# 太和 (北魏)

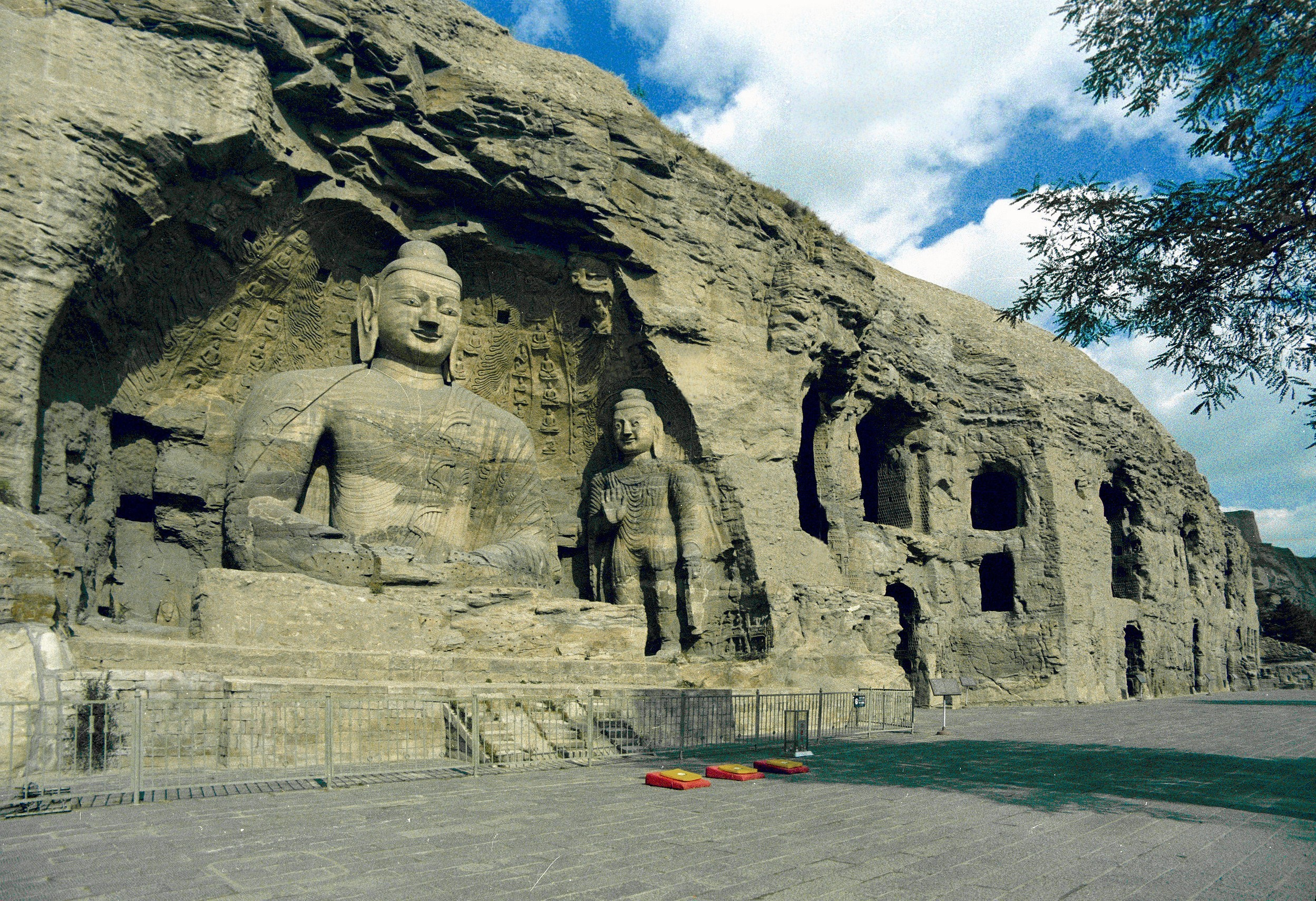
雲岡石窟，主要建于453年到495年（太和十九年）间，中国第一处由皇室显贵主持开凿、建于国都的大型石窟。2001年列为世界文化遗产。

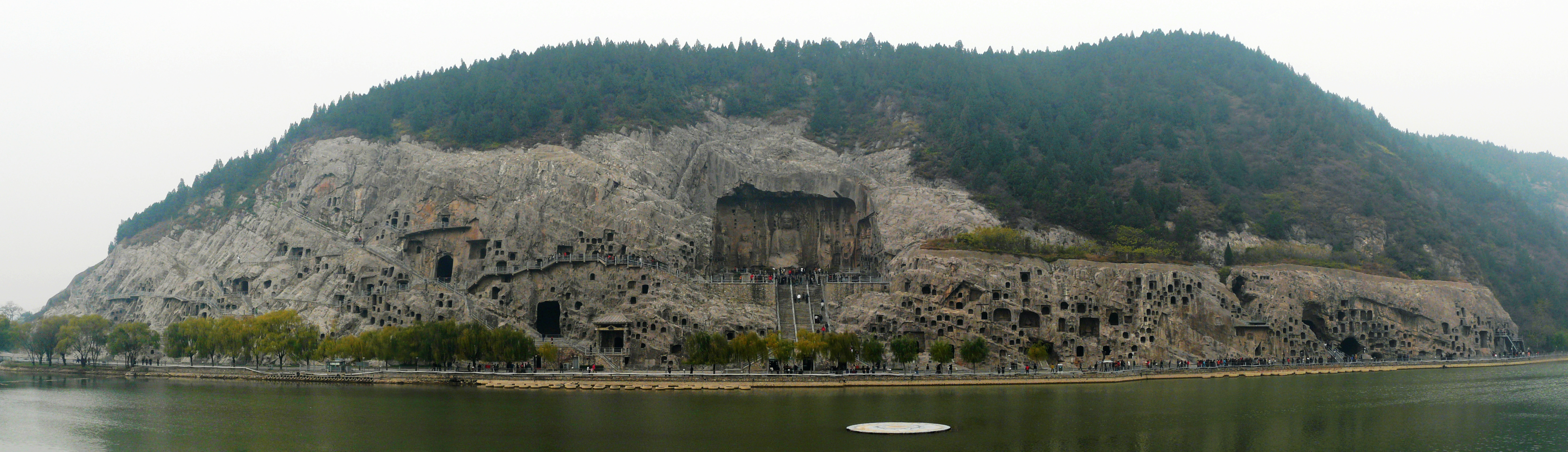
龙门石窟，始建于北魏太和年间、迁都洛阳（494年，太和十八年）的前几年。2000年列为世界文化遗产。

太和（477年正月-499年十二月）是北魏的君主魏孝文帝元宏的第三个年号，也是他的最后一个年号，共计近23年。太和二十三年四月北魏宣武帝元恪即位沿用，次年改元景明。
春正月乙酉朔，诏曰：“朕夙承宝业，惧不堪荷，而天贶具臻，地瑞并应，风和气晼，天人交协。岂朕冲昧所能致哉？实赖神祇七庙降福之助。今三正告初，祗感交切，宜因阳始，协典革元，其改今号为太和元年。”

## 大事记
- 477年（太和元年）：文成文明皇后冯氏临朝揽政，魏孝文帝听政，群臣奏事并称“二圣”。
- 486年（太和十年）：北魏孝文帝开始穿戴皇帝冠冕亲政。但一切大事他都禀明文明冯太后之后再施行。
- 491年（太和十五年）：孝文帝正式確定北魏屬水德[1]
- 494年（太和十八年）：北魏孝文帝迁都洛阳。
- 495年（太和十九年）：創建少林寺，供养西域高僧跋陀。

## 出生
- 493年（太和十七年）：爾朱榮
- 496年（太和二十年）：爾朱天光
- 496年（太和二十年）：高歡

## 逝世
- 490年（太和十四年）：冯太后
- 499年4月26日（太和二十三年四月丙午朔）：北魏孝文帝元宏[2]

## 纪年
| 太和 | 元年     | 二年     | 三年     | 四年   | 五年   | 六年   | 七年   | 八年   | 九年   | 十年   |
| ---- | -------- | -------- | -------- | ------ | ------ | ------ | ------ | ------ | ------ | ------ |
| 公元 | 477年    | 478年    | 479年    | 480年  | 481年  | 482年  | 483年  | 484年  | 485年  | 486年  |
| 干支 | 丁巳     | 戊午     | 己未     | 庚申   | 辛酉   | 壬戌   | 癸亥   | 甲子   | 乙丑   | 丙寅   |
| 太和 | 十一年   | 十二年   | 十三年   | 十四年 | 十五年 | 十六年 | 十七年 | 十八年 | 十九年 | 二十年 |
| 公元 | 487年    | 488年    | 489年    | 490年  | 491年  | 492年  | 493年  | 494年  | 495年  | 496年  |
| 干支 | 丁卯     | 戊辰     | 己巳     | 庚午   | 辛未   | 壬申   | 癸酉   | 甲戌   | 乙亥   | 丙子   |
| 太和 | 二十一年 | 二十二年 | 二十三年 |        |        |        |        |        |        |        |
| 公元 | 497年    | 498年    | 499年    |        |        |        |        |        |        |        |
| 干支 | 丁丑     | 戊寅     | 己卯     |        |        |        |        |        |        |        |

## 參看
- 中国年号索引
  - 其他时期使用的太和年号
- 同期存在的其他政权年号
  - 元徽（473年正月—477年七月）：南朝宋宋后废帝刘昱的年号
  - 昇明（477年七月—479年四月）：南朝宋宋順帝刘准的年号
  - 建元（479年四月—482年十二月）：南朝齊齊高帝蕭道成的年号
  - 永明（483年正月—493年十二月）：南朝齊齊武帝萧赜的年号
  - 興平（486年）：唐寓之的年号
  - 隆昌（494年正月—七月）：南朝齊鬱林王萧昭业的年号
  - 延興（494年七月—十月）：南朝齊海陵王萧昭文的年号
  - 建武（494年十月—498年四月）：南朝齊齐明帝萧鸾的年号
  - 永泰（498年四月—十二月）：南朝齊齐明帝萧鸾的年号
  - 永元（499年正月—501年三月）：南朝齊齐東昏侯萧宝卷的年号
  - 永康（464年—484年）：柔然政權受羅部真可汗予成年號
  - 太平（485年—491年）：柔然政權伏名敦可汗豆崙年號
  - 太安（492年—505年）：柔然政權候其伏代庫者可汗那蓋年號
  - 建初（489年—491年）：高昌政权年号